# Arpagone (personaggio)
Arpagone è il personaggio principale dell'Avaro, commedia di Molière messa in scena la prima volta nel 1668.

## Caratteristiche
Ricco borghese e vedovo, Arpagone è padre di Cleante ed Elisa, due giovani desiderosi di sposarsi. Egli stesso ha intenzione di unirsi in matrimonio Marianna, la donna concupita dal figlio.
Arpagone rappresenta l'avarizia. Risparmia su tutto e si rifiuta di fare la minima spesa: «Quando c'è cibo per otto, ce n'è abbastanza per dieci» (atto III, scena I).
Pensa solo alla sua cassetta, che contiene diecimila corone d'oro e che ha seppellito nel giardino. Giunge a personificare il proprio denaro, che è la fonte della sua felicità: «Ahimè! i miei poveri soldi, i miei poveri soldi, mio caro amico! Sono stato privato di te; e da quando mi sei stato tolto, ho perso il mio sostegno, la mia consolazione, la mia gioia; per me è tutto finito e non ho più niente da fare al mondo! Senza di te, è impossibile per me vivere» (atto IV, scena VII).
È convinto che tutti stiano cercando di derubarlo. Sospetta in particolare del lacché di suo figlio, Freccia, che sbotta: «Che piaga sono l'avarizia e gli avari!» (atto I, scena III).

## Antonomasia
Nella lingua italiana l'aggettivo "arpagonico" è sinonimo di 'avaro'.